# Halvemaansteeg

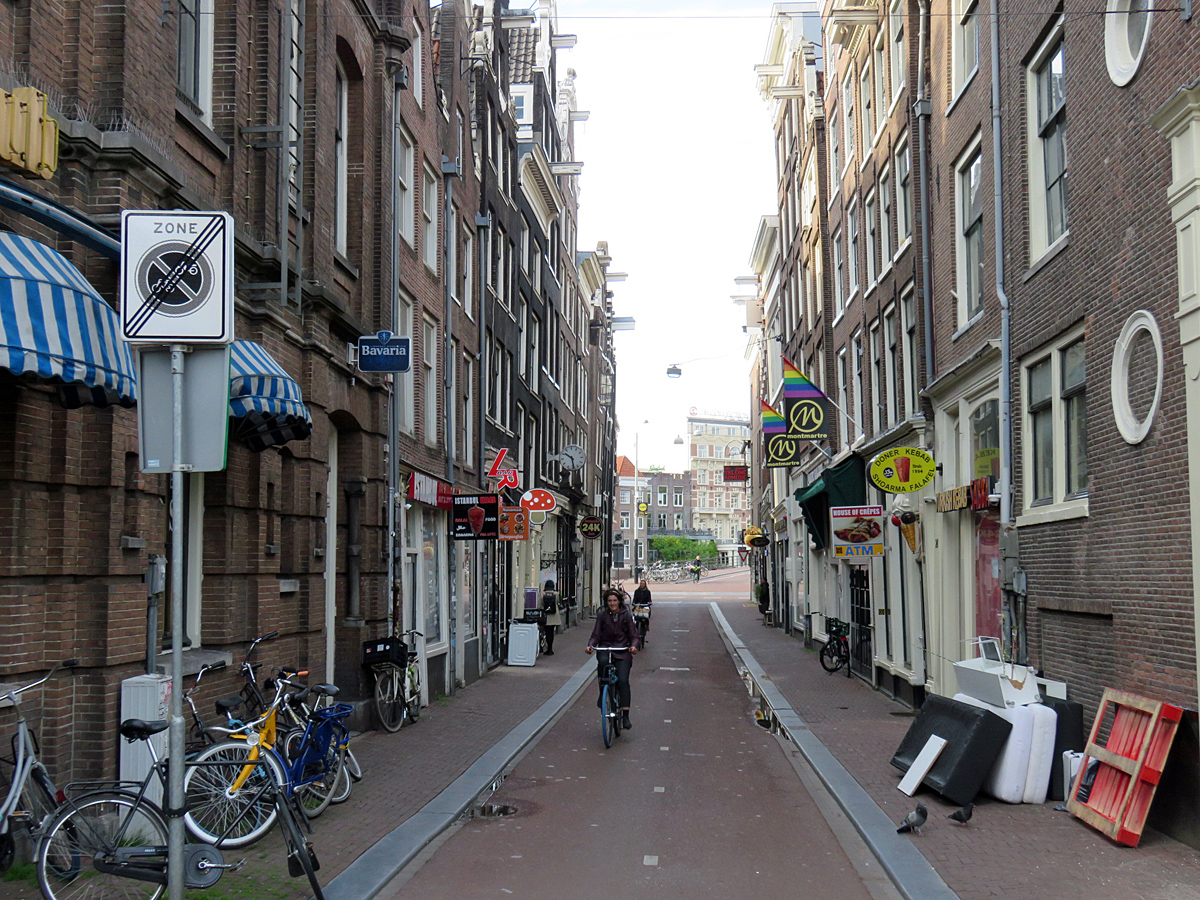
De Halvemaansteeg gezien vanaf het Rembrandtplein richting de Amstel.

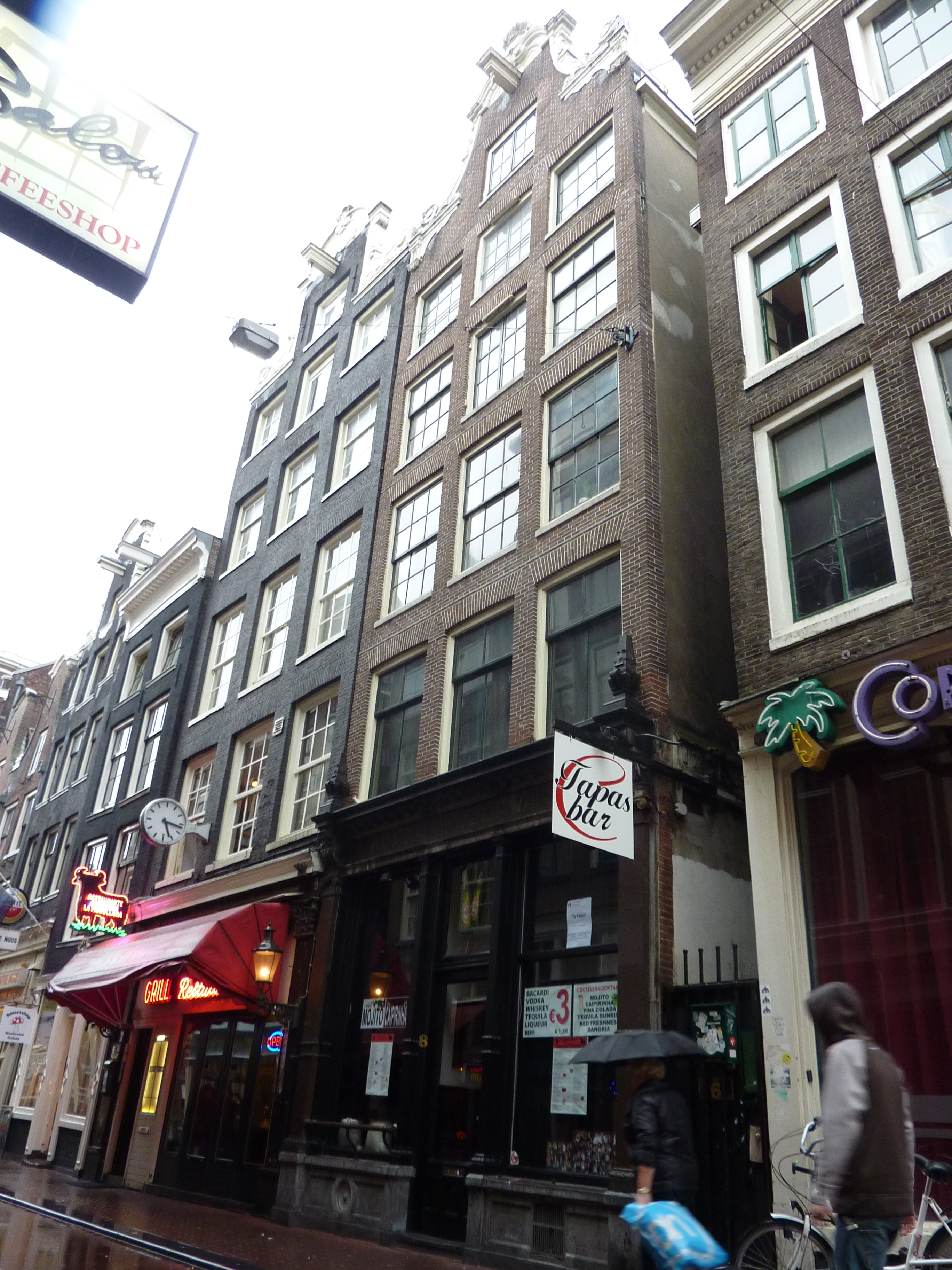
De huisnummers 8 t/m 14 (v.r.n.l.) in de Halvemaansteeg in Amsterdam.

De Halvemaansteeg is een kort straatje in het centrum van Amsterdam en verbindt het Rembrandtplein met de Amstel ter hoogte van de Halvemaansbrug. Net als de naam van deze brug is de naam van de steeg waarschijnlijk ontleend aan het pand op nr. 18, waarop de aanduiding "Van Ouds de Halve Maan" te vinden is.

## Karakter
Op de hoek van de Halvemaansteeg en het Rembrandtplein bevond zich al in 1883 een politiepost, die na 1982 werd opgeheven. Sinds 1988 is café Los in dit pand gevestigd. In 1891 werd de bekende musicus Max Tak in de Halvemaansteeg geboren.
Aan de Halvemaansteeg nr. 6 was een boek- en papierhandel gevestigd die in 1869 werd overgenomen door Jan Vlieger. Hij breidde de zaak uit met de panden Halvemaansteeg 4 en Amstel 52. Er werden ook filialen elders in de stad geopend, die na het overlijden van Jan Vlieger in 1908 werden overgenomen door zijn zonen. Als laatste van de familie deed Gerrit Jan Vlieger in 1984 de winkels van de hand. Sinds de sluiting van de andere filialen in 1995 resteert alleen nog de papierwinkel aan de Amstel 34.
De Halvemaansteeg is bekend geworden door enkele homocafés: op de hoek van de Halvemaansteeg en de Amstel opende in 1964 de Amstel Taveerne en van 1978 tot begin jaren negentig exploiteerde horecaondernemer Manfred Langer op nr. 10 de populaire homobar Chez Manfred. Op nr. 14 bevond zich van 1995 t/m 2014 het vrouwvriendelijke gay café Entre Nous en op nr. 17 opende in 1982 het homocafé Montmartre, dat in 2023 na 41 jaar zijn deuren sloot.
Tegenwoordig bevinden zich in de Halvemaansteeg vooral cafés, coffeeshops en kleine eetgelegenheden.